# ریپلی زیر زمین (فیلم)
 ریپلی زیر زمین (به انگلیسی: Ripley Under Ground) فیلمی محصول سال ۲۰۰۵ و به کارگردانی راجر اسپاتیس‌وود است. در این فیلم بازیگرانی همچون بری پپر، ویلم دفو، جاسیندا بارت، تام ویلکینسون، الن کامینگ، کلر فورلانی، ایان هارت و داگلاس هنشال ایفای نقش کرده‌اند.